# Psi v vojski
V vojskovanju imajo psi dolgo zgodovino že iz starih časov. Iz "vojne psov" usposobljenih v boju z njihovo uporabo v taborništvu, v straži in sledenju,se je njihova uporaba spreminjala in še vedno obstaja.

## Zgodovina
Uporabljali so jih že Egipčani, Grki, Perzijci, Sarmati, Bagandi, Alani, Slovani, Britanci in Romani.
The Molossus pes regije Molossia, najmočnejšega Rimljana je bil posebej usposobljena za bitko. 
Med Grki in Rimljani so psi služil najpogosteje kot stražnice ali patrulje, čeprav so bili včasih uporabljeni v bojih. Prva uporaba psov v bitki je zabeležena iz klasičnih virov iz okoli leta 600 pr. n. št. je bil s Alyattes Lidiji proti Cimmeriansu. Največkrat so te pse poslali v boj z velikimi zaščitnim dodatkom kovinskih ovratnikov in oklep.
V pozni antiki je Attila Hun uporabljal velikanske pasme psov v svojih kampanjah. Kot darilo vojnega psa so bile fotografije namenjene in primerne za žetone za izmenjavo v celotnem srednjem veku. Druge civilizacije so uporabjale oklepna pse za zaščito karavane ali za napade sovražnikov. Španski osvajalci so uporabljali oborožene pse za uboj domačinov.
Britanci so porabljali pse za napad Ircev in irsko nato uporabljeno irske Wolfhounds za napad Norveških vitezov na konju. 
Običajno sta bila ob človeku, ki je bil hkrati tudi oborožen dva ovčjaka, katera sta bila naučena za pomor osebe.
Na Daljnem vzhod je cesar Lê Loi vzgijil 100 lovskih psov, čigar učitelj veščin je bil Nguyễn XI, katere so bile tako impresivne, da je bil imenovan za Komadirja vrstne čete.
Kasneje je Frederick Veliki pse v času sedemletne vojne z Rusijo uporabljal za dajenje sporočil. Prav tako jih je Napoleon uporabljal med svojimi kampanijami.
Psi so bili uporabljeni do leta 1770 za zaščito pomorskih naprav v Franciji
Prvi uradni uporaba psov za vojaške namene v ZDA je bilo v vojni Seminole. Uporabljali so jih v ameriški državljanski vojni za zaščito, pošiljanje sporočil in varovanje zapornikov.Prav tako pa so bili uporabljeni tudi kot maskote v Ameriki med  Prvo svetovno vojno propagando in najemanju plakatov.

## Vloga psov
Psi so bili uporabljeni za različne namene v različnem obdobju. 
Razlika med pasmami je le-to omogočala, vendar pa je pri vsakem odvisno od lastnika psa oz. handlerja.
Večinoma vlog, katere so se poslužovale v vojski niso več prakicirane, vendar je koncept vojaškega psa vseeno prisoten in živ še danes.

## Spopadi
V starih časih je bila predvsem velika pasma psov kot je mastiff prevezan z oklepom ali obogaten z ovratnikom bodic poslan v boj za napad pred sovražnikom. Ta strategija 
je bila uporabljena v različnih civilizacijah, tako pri Rimljanih in Grkih. Čeprav ne tako kot v prejšnjih stoletjih, sodobne vojske še naprej zaposlujejo pse v vojski v vlogi napadalca. SOCOM - sile ameriške vojske še vedno uporabljajo pse v racijah za prijetje sovražnikov ali zapornikov, ali za preiskovanje velikih območij,ki so nevarna za ljudi.
Eden izmed programov med drugo svetovno vojno je bila predlagana s strani švicarskega državljana, ki živi v Santa Fe, New Mexico. William A. Prestre je predlagal uporabo psov za pomor japonskih vojakov. Prepričal je celotno vojsko, da najame celoten otok v Mississippiju, da bi tam potekale vse možne kombinacije za usposabljanje. 
Tu so strenirali več kot dva milijona psov. Ideja je bila, da se začno otoški vdori s pričetkom obrti s tisočimi psi proti japonskim branilcem, katerem bi sledile čete vojakov in bi vse prešlo v zmedo. Ena izmed največjih težav je bila pridobitev trenerjev. Načeloma so bili ti trenerji prostovoljno javljeni. Največji problem je bil s psi; bodisi so bili preveč pokorni, se niso ustrezno odzvali na njihovo usposabljanje prehoda plaže ali pa so bili prestrašeni. Po zapravljenih milijonih dolarjev in nepopolnih rezultatih, je bil program opuščen.
Sovjetska zveza je uporabljala protitankovske pse v letu 1930. Prvi tako uporabljeni psi so bili opremljeni z minami tilt-rod in usposobljeni za tek pod sovražnikov cisterno, ki bi detonirala samodejno. Vendar pa so bili psi usposobljeni s stacionarnih ruskih tankov in so zelo redko tekli pod gibljive tanke,in so bli tudi ustreljeni med tekom do le-teh. Med prisotnostjo Ruskih in Nemških tankov so ugotovili, da psi prednostno tečejo proti ruskim tankom.

## Logistika in komunikacija
V času svetovne vojne je veliko evropskih skupnosti uporabljajo pse za vleko majhnih vozičkov za mleko in oddajo podobnih namenov. Številne evropske 
vojske so prilagodile postopke za vojaško uporabo. V avgustu 1914 je belgijska vojska uporablja pse za vleko svoje Maxim Guns na kočijah in zagotovitev potreb za ranjene v svojih vozovih. Uporaba psov za ta namen prenehala s prihodom vojskovanja po prvih dveh mesecih konflikta. Francozi so imeli 250 psov na začetku prve svetovne vojne, Nizozemska vojska pa je kopirala idejo in je imela na stotine izšolanih psov pripravljenih do konca prve svetovne vojne.Sovjetska Rdeča armada je uporabljala pse za prevoz ranjenih mož na postaje, med drugo svetovno vojno. Psi so zelo primeren za prevoz tovora med snežnimi razmerami.
Psi so se pogosto uporablja za prevoz sporočil v bitki. Ti so se lahko tihoma prikradli do drugega trenerja. To od psa zahteva da je zvest dvema trenerjema, sicer pes ne bi prinesel sporočilo. Nekateri tako imenovani psi sporočevalci izvajajo tudi druge komunikacijske naloge delovnih mest, kot so vlečenje telefonskih linij iz ene lokacije na drugo.

## Maskota
Pogosto so bili psi upodobljeni za maskoto vojske. Velik poudarek je bil na oficirjevem psu, saj so le tega izvolili enotno, ali pa je med zaposlenimi dobil nalogo delavnega psa.  Nekatere enote so zaposlovale določene pasme psov, kot standardne maskote nadomestile stare in pokojne pse. Glavni namen maskot je bil dvogovanje morale med samimi vojaki.

## Medicinski preizkusi
V drugi svetovni vojni so dobili psi novo vlogo v medicinskih poskusih, kot primarne izbrane živali za medicinske raziskave. Eksperimentiranje na živalih je dovolilo  zdravnikom preizkusiti nova zdravila brez tveganja človeških življenj, čeprav je primer prakse prišel pod večjim nadzor po vojni. Vlada Združenih držav Amerike je naslovila razglasitev teh psov kot junakov.

## Zaznavanje in sledenje
Mnogi psi so bili usposobljeni za iskanje minskih polj. Niso se izkazali za zelo učinkovite v okviru bojnih razmer. Usposobljenipsi morskih rudnikov so s pomočjo gole električnih žic pod površino tal. Žice katere so šokiral pse so jih naučile, da nevarnost preži pod tlemi. Ko je bil namen učenja dosežen, so bile slamnati rudnik nastavljeni z minami da so zaznali njihovo prisotnost. Medtem, ko so psi dejansko našli mine, se je naloga izkazala za tako stresno, da so sposobni za delo le med 20 in 30 minut naenkrat. Rudniki odkrivanja vključujejo naključne šoke iz doslej prijazne zemlje, zaradi česar postanejo nervozni. 
Delavna doba psov ni bila dolga. Poskusi na laboratorijskih podganah kažejo, da je lahko ta trend zelo ekstremnen, pri nekaterih testih 
so podgane celo stiskali v kotu do točke lakote, da se prepreči električni udar. Zgodovinska upporaba psov je bila namenjena tudi lovljenju nasprotnih skupin, prikrivanje dolžnosti skavtov in treniranje vohalnih znanj oz. opozarjanje na človeka v bližini. 

## Skavti
Nekateri psi so usposobljeni za tiho iskanje min, presenečenj in skritih sovražnikov, kot so ostrostrelci. Njegov vonj in sluh je veliko bolj
učinkovit pri odkrivanju teh nevarnosti, kot človeški. Najboljši skavtovski psi so opisani z dispozicijo pokorenega sledenja in agresivnih napadov.
"Scout" psi so bili uporabljeni v drugi svetovni vojni, v Koreji in Vietnamu, s strani ZDA za odkrivanje zasede, orožja, skladišč ali sovražnih borcev, ki se skrivajo pod vodo, samo z dihanjem. ZDA upravlja s številnimi psi platoons (na podlagi posameznih patrulj) in je imelo posebno Pasje šolanje v Fort Benning, Georgia.

## Straža
Eden od prvih, povezanih z vojaško uporabo, so bili psi uporabljeni za zaščito taborišč in drugih prednostnih področij ponoči, včasih pa tudi čez dan. Ti bi lajali ali renčai kot opozorilo policistom o prisotnosti tujca. V času hladne vojne je ameriška vojska uporabljala pse ekip izven orožja področij jedrskih skladiščenj.
Testni program je bil izveden v Vietnamu za preizkus psov in se je  začel dva dni po uspešni Vietcong napadu na Da Nang Air Base (od 1. julija, 1965). Štirideset psov ekipe so razporedili v Vietnam za štirimesečno poskusno obdobje z ekipami, dane na obodu pred mitraljezovim stolpom / bunkerjem. Odkrivanje vsiljivcev je povzročilo hitro uvajanje, test je bil uspešen, zato so trenerje vrnil v ZDA, medtem ko so bili psi premeščen na nove vodnike. Zračna sila je takoj začela z natovarjanjem psov na ladje
na vse baze v Vietnamu in na Tajskem.
Nastanek ameriških sil v Vietnamu je ustvarili velike skupine psov na USAF jugovzhodnih Azijskih baz. 467 psom je bilo dodeljeno Bien Hoa, Binh Thuy, Cam Ranh Bay, Da Nang, Nha Trang, Tuy Hoa, Phu Cat, Phan Rang, Tan Son Nhut in Pleiku Air baz. V enem letu uvajanja, so se napadi na več baz ustavili, medtem ko so sovražne sile zaznali ekipe. Predpisano je postalo tudi večji strah in spoštovanje vsem trenerjem psov. Uspeh Sentry psov 
je bila določena s pomanjkanjem uspešnih prebojev baz v Vietnamu in na Tajskem. Ocenjuje se z US War Dog Association, s katero so rešili več kot 10.000 življenj.Sentry Psi so tako uporabili v vojski, mornarici in se uporabljajo tudi za zaščito velikih baz.

## Današnja uporaba
Sodobne psi v vojaških vlogah so tudi pogosto omenja kot policijske pse, ali v Združenih državah Amerike kot delovni pes vojske (MWD), ali K-9. Njihove vloge so skoraj tako raznolike, kot pri svojih starih bratrancih, čeprav se po navadi bolj redko uporabljajo v front-line formatu. Od leta 2011, 600 ZDA vojaških psov je aktivno sodelovalo v spopadih v Iraku in Afganistanu. Tradicionalno najpogostejša pasma za te operacije policijskega tipa je nemški ovčar; v zadnjih letih pa je prišlo do premika na manjše pasme. Pomemben je  vonj za delo, za odkrivanje in bolj prožne pasme, kot so belgijski Malinois in nizozemski ovčar za patruljiranje in kazenski pregon. Vse pasme v uporabi 
so seznanjene s posameznikom po njihovem usposabljanju. Ta oseba se imenuje trener. Medtem ko trener običajno ne bo ostal pri enem psu za dolžino bodisi
kariere,  ostane solastnik s psom, za najmanj eno leto, in včasih veliko dlje.
Najnovejši pasji taktični jopiči so opremljeni s fotoaparati in trajnimi mikrofoni, ki omogočajo avdio in vizualne informacije razstavljalcem.
Od leta 1970 US Air Force uporablja več kot 1.600 psov po vsem svetu. Danes so kadrovske znižanja zmanjšanje pasje ekipe na približno 530, nameščene po vsem svetu. Mnogi psi, ki delujejo v teh vlogah so usposobljeni na Lackland Air Force Base, edini United States objekt, ki trenutno izobražuje pse za vojaško uporabo.Spremembe so bile prav tako prisotne pri sami zakonodaji. Do leta 2000, so bili starejši psi po končanem delu evtanazirani. Nov zakon pa omogoča pravico do posvojitve le- teh.eden izmed primerov je Rex, kateri lastnik je bil ubit v vojni z Irakom. 
Psom je namenjeno veliko spomenikov v ZDA;March Field Air Museum in Riverside, California;the Infantry School at Fort Benning, Georgia;at the Naval Facility, Guam, with replicas at the University of Tennessee College of Veterinary Medicine in Knoxville;the Alfred M. Gray Marine Corps Research Center in Quantico, Virginia; and the Alabama War Dogs Memorial at the USS Alabama Battleship Memorial Park in Mobile, Alabama.  
Kazenska izvržba
Glavni članek: Police dog
Kot partner v vsakdanjem vojaško policijske delo, so se psi izkazali vsestranski in zvestih častnikom. Policijski psi lahko lovijo osumljence, ki jih spremljate, če so 
skriti in jih varujejo, ko so ujeli. So usposobljeni za zlobno odzivanje, če ga je njihov trener je napadel, in sicer, da ne reagirajo na vse, razen če jim je to ukazal, 
da to storijo s svojim vodnikom. Številni policijski psi so usposobljeni tudi za odkrivanje drog. 
Zaznavanje droge in eksploziv
Tako iskalci drog, kot tudi eksploziv uporabljajo pse sledilce za lažje, boljše in hitrejše iskanje. Psi, ki so posevej usposabljeni za sledilstvo, 
zavohajo že majhne sledove substanc zelo dobro, tudi če so zelo skrite. Načeloma se ti psi uporabljajo na letališčih, preverjalnih točkah, in na vseh ostalih prostorih, kjer je 
velika verjetnost za potrebe odkrivanja drog.
Tisti, ki pa so naučeni iskati eksploziv, so zmožni dosegati rezultate v 98% primerov.
Ustrahovanje
Uporaba vojaških delovnih psov na zapornikih s strani Združenih držav Amerike v zadnjih vojnah v Afganistanu in Iraku, je bila sporna.
Vojna v Iraku: ZDA uporabljajo pse za ustrahovanje zapornikov v iraških zaporih. V sodnem pričanju po razodetja Abu Ghraib zlorabe 
zapornikov, je bilo navedeno, da je polkovnik Thomas M. Pappas odobril uporabo psov pri zasliševanju. Ivan L. Frederick je navedel, da je za zasliševalce dovoljeno 
uporabljati pse "To je bilo dovoljeno, da jih uporabljajo za ... ustrahovanje zapornikov", je navedel Frederick. Dva vojaka, Sgt. Santos A. Cardona in Sgt. Michael J. Smith, so bili nato obtožen trpinčenja zapornikov, za domnevno spodbuja in 
omogočata grožnje in napade delavnih psiv. Tožilci so se osredotočili na incident, ko sta dva moška pripornika bila stisnjena v kot, kjer sta ju napadla omenjena psa,
in ju ugriznila na vsakem stegnu.
Guantanamo Bay. Na poglagi iraškega primera s psi, so se učili na Guantanamo pomorskem oporišču. Uporaba psov na zapornikih s strani vojaških sil ZDA v Guantanamskem oporišču v zalivu je bila prepovedana s strani Donalda Rumsfelda v aprilu 2003. Nekaj mesecev kasneje po razodetju zlorab v zaporu Abu Ghraib, vključno z uporabo psov so začeli strašiti gole zapornike; Rumsfeld je nato izdal nadaljnjo odredbo o prepovedi njihove uporabe s strani rednih ameriških sil v Iraku.

## Upokojitev
Tradicionalno, tako kot v drugi svetovni vojni, vojaški delovni psi ZDA (vojni psi) so se vrnili domov po vojni; do svojih nekdanjih ali novih lastnikov.Vietnamska vojna je bila drugačna. V njej so bili psi označeni kot ničvredne opreme in so bodisi evtanazirali ali obrnil na zaveznike vojske pred odhodom iz ZDA v Južni Vietnam. Glede na prizadevanja lobiranja veteranskih psov iz vietnamske vojne je kongres dobril zakon, ki omogoča, da ameriške vojaške delovne pse veterane sprejmejo po svoji vojaški službi. Leta 2000 je predsednik Bill Clinton podpisal zakon, ki je omogočal, da so ti psi lahko posvojeni po opravi dela, zaradi česar je postala Vietnamska vojna postala edina, katerih vojni psi ZDA niso nikoli prišli domov.

## Druge vloge
Vojske še naprej zaposljujejo pse kot stražarje, sledilce, za iskanje in reševanje, skavtstvo, in maskote. Upokojeni delovni psi so pogosto sprejeti kot hišni ljubljenčki ali za zdravljenje različnih terapij.